# Escuela de Teología Harvard
La Escuela de Teología Harvard (Harvard Divinity School en idioma inglés) es uno de los centros docentes de la Universidad Harvard, ubicada en Cambridge, Massachusetts, en los Estados Unidos. La misión de la Escuela es formar y educar a sus estudiantes, ya sea en el estudio académico de la Religión, o para la práctica de un ministerio religioso o de otra vocación de servicio público. También atiende a los estudiantes de otras escuelas de Harvard que estén interesados en este campo.

## Historia
Harvard Divinity School, dependiente de la Universidad de Harvard, data de 1816, cuando se estableció como la primera Escuela de Teología no confesional de los Estados Unidos. 
El Seminario Teológico de Princeton había sido fundado como una institución presbiteriana en 1812. Andover Theological Seminary fue fundado en 1807 por los calvinistas ortodoxos que huyeron de la Universidad de Harvard después del nombramiento del teólogo liberal Henry Ware para la cátedra Hollis de Teología en 1805.
Sin embargo, para la mayor parte de su historia Harvard Divinity School estuvo extraoficialmente asociada a la Iglesia Unitaria. Sin embargo, también mantiene un lazo histórico con una de las denominaciones del sucesor de American Congregationalism, la Iglesia Unida de Cristo.
Los candidatos para el sistema multilateral (MTS) pueden elegir entre 18 áreas de interés académico:
- Estudios Religiosos de Afroamericanos y africanos
- Estudios Budistas
- Estudios Religiosos Comparativos
- Estudios Religiosos de Asia Oriental
- Biblia hebrea / Antiguo Testamento
- Historia del Cristianismo
- Estudios hindúes
- Estudios Religiosos del sur de Asia
- Estudios Islámicos
- Estudios Judaicos
- Nuevo Testamento y el Cristianismo temprano
- Filosofía de la Religión
- Religiones de las Américas
- Religión, Ética y Política
- Religión, Literatura y Cultura
- Estudios Religiosos y Educación
- Teología
- Mujeres, Género, Sexualidad y Religión

Los candidatos a la Maestría en Teología (MDiv) pueden optar por: 
Tres cursos en las teorías, métodos y prácticas de interpretación de las Escrituras dentro de la tradición religiosa del estudiante.
Seis cursos en la historia, la teología y la práctica de la tradición religiosa del estudiante en la que se están preparando para servir.
Tres de una tradición religiosa diferente a la que ellos están estudiando.